# Peter Ryefelt
Peter Martin Wichmann Ryefelt (* 8. September 1893 in Asnæs; † 10. Februar 1967 in Gentofte) war ein dänischer Fechter.

## Karriere
Ryefelt nahm 1924 erstmals an Olympischen Spielen teil. In Paris erreichte er im Degenfechten die Finalrunde und wurde Neunter. Mit der Mannschaft im Degenfechten schied er in der ersten Runde aus, mit der Mannschaft im Säbelfechten erreichte er das Viertelfinale. Zusätzlich war er in diesem Jahr Fahnenträger der dänischen Mannschaft bei der Eröffnungsfeier. Im Jahr 1928 folgte seine zweite Olympiateilnahme – bei den Spielen in Amsterdam erreichte er im Degeneinzel das Viertelfinale, mit der Mannschaft scheiterte er in der ersten Runde.